# هالیستر (کالیفرنیا)
هالیستر (به انگلیسی: Hollister) شهری در شهرستان سن بنیتو، کالیفرنیا ایالت کالیفرنیا است که در سرشماری سال ۲۰۱۰ میلادی، ۳۴۹۲۸ نفر جمعیت داشته‌است.